# Шалкар (Єнбекшиказахський район)
Шалка́р (каз. Шалқар) — село у складі Єнбекшиказахського району Алматинської області Казахстану. Входить до складу Кирбалтабайського сільського округу.
Населення — 195 осіб (2021; 277 у 2009, 320 у 1999, 208 у 1989).